# قرية الشياطين
عندما تبكي حشرة الليل (باليابانية: ひぐらしのなく頃に، بالروماجي: Higurashi no Naku Koro ni) هيغوراشي نو ناكو كوروني هو سلسلة ألعاب دوجين من تأليف ريوكيشي07 وسفنث إكسبانشن.

## القصة
في يومٍ من الايام ينتقلُ صديقُنا (كيدجي مايبارا) إلى قريبةٍ تدعى (هيناميزاوا) وهذهِ القرية تدعى أيضاً قرية الشياطين ويكون له صديقاتٌ من القرية لكن أصدقاءه يكونون ضده بعد مرور يومين أو ثلاثةِ أيام لانه يكتشفُ بعض أسرارهم الخفية والتي لا يجبُ أن يعلمها أحد سوى أهل القرية ويتم اكتشاف ماضي الشخصيات ونواياهم.

## شخصيات السلسلة
- كييتشي مايبارا (前原圭一 مايبارا كييتشي) الأداء الصوتي في الأنمي: سويتشيرو هوشي (الياباني), غرانت جورج (الأنجليزي)
- رينا ريوغو (竜宮レナ ريوغو رينا) الأداء الصوتي في الأنمي: ماي ناكاهارا (الياباني), ميلا لي (الأنجليزي)
- ميون سونوزاكي (園崎魅音 سونوزاكي ميون) الأداء الصوتي في الأنمي: ساتسكي يوكينو (الياباني), كيلي كاسيدي (الأنجليزي)
- ساتوكو هوجو (北条沙都子 هوجو ساتوكو) الأداء الصوتي في الأنمي: ميكا كاناي (الياباني), مينكس لي (الأنجليزي)
- ريكا فُرُدي (古手梨花 فُرُدي ريكا) الأداء الصوتي في الأنمي: يوكاري تامرا (الياباني), ريبيكا فورشتات (الأنجليزي)
- هانيو فُرُدي (古手羽入 فُرُدي هانيو) الأداء الصوتي في الأنمي: يوي هوريه (الياباني)
- شيون سونوزاكي (園崎詩音 سونوزاكي شيون) الأداء الصوتي في الأنمي: ساتسكي يوكينو (الياباني), كيلي كاسيدي (الأنجليزي)
- كُراودو أويشي (大石蔵人 أويشي كُراودو) الأداء الصوتي في الأنمي: تشافورين (الياباني), جو ديموتشي (الأنجليزي)
- جيرو توميتاكي (富竹ジロウ توميتاكي جيرو) الأداء الصوتي في الأنمي: تورو أوكاوا (الياباني), كايل إيبير (الأنجليزي)
- ميو تاكانو (鷹野三四 تاكانو ميو) الأداء الصوتي في الأنمي: ميكي إيتو (الياباني), كارين ستراسمان (الأنجليزي)
- كيوسكي إيريه (入江京介 إيريه كيوسكي) الأداء الصوتي في الأنمي: توشيهيكو سكي (الياباني), ديف مالو (الأنجليزي)
- رُميكو تشيه (知恵留美子 تشيه رُميكو) الأداء الصوتي في الأنمي: فميكو أوريكاسا (الياباني)
- مامورو أكاساكا (赤坂衛 أكاساكا مامورو) الأداء الصوتي في الأنمي: دايسكي أونو (الياباني)
- ساتوشي هوجو (北条悟史 هوجو ساتوشي) الأداء الصوتي في الأنمي: يو كوباياشي (الياباني)

## طاقم إنتاج الأنمي
- الإخراج: تشياكي كون
- تأليف النص الرئيسي: توشيفمي كاواسي
- تصميم الشخصيات: كيوتا ساكاي
- الموسيقى: كينجي كاواي
- إخراج الصوت: هوزمي غودا
- إنتاج الرسوم المتحركة: أستوديو دين
- إنتاج: منضمة إنتاج عندما تبكي حشرة الليل

## الموسم الثاني للأنمي
تم عرض موسم ثاني للأنمي تحت عنوان عندما تبكي حشرة الليل: الحل (ひぐらしのなく頃に解 هيغوراشي نو ناكو كورو ني كاي)

## أوفا الأنمي
تم الإعلان عن أوفا للأنمي تحت عنوان عندما تبكي حشرة الليل: الامتنان (ひぐらしのなく頃に礼 هيغوراشي نو ناكو كورو ني ريه)

## وصلات خارجية
- سفنث إكسبانشن
- قرية الشياطين على موقع ANN manga (الإنجليزية)
- قرية الشياطين في قاعدة بيانات الرواية المرئية
- قرية الشياطين – كاي في قاعدة بيانات الرواية المرئية